# حسین‌آباد (هندیجان)
حسین‌آباد (هندیجان)، روستایی از توابع بخش مرکزی شهرستان هندیجان در استان خوزستان ایران است.

## جمعیت
این روستا در دهستان هندیجان غربی قرار دارد و براساس سرشماری مرکز آمار ایران در سال ۱۳۸۵، جمعیت آن ۳۹۳ نفر (۷۹خانوار) بوده‌است.